# Hilaire Belloc
Joseph Hilaire Pierre René Belloc (La Celle-Saint-Cloud, 27 juli 1870 – Guildford, 16 juli 1953) was een van oorsprong Franse schrijver die in 1902 een genaturaliseerde Brit werd. Hij was een van de meest productieve schrijvers van Engeland in de vroege twintigste eeuw. Hij studeerde aan de Universiteit van Oxford.
Zijn werk omvat meer dan 100 titels waaronder romans, essays, gedichten en zakboeken.
Zijn bekendste vers, uit Cautionary tales for children, luidt: „And always keep a-hold of Nurse / For fear of finding something worse.” Dit vers is een uitdrukking geworden, waarmee bedoeld wordt dat iemand geen risico’s durft aan te gaan en alles liever bij het oude laat, ongeacht hoe slecht de huidige toestand is. De uitdrukking werd tijdens het brexit-debat gebruikt door voorstanders van uittreding uit de Europese Unie.

## Schrijverschap
Belloc schreef meer dan 150 boeken, met onderwerpen variërend van oorlogsvoering tot poëzie en de vele actuele onderwerpen van zijn tijd. Hij wordt een van de Grote Vier van de Edwardiaanse Letteren genoemd, samen met H. G. Wells, George Bernard Shaw en G. K. Chesterton, die allemaal met elkaar discussieerden tot in de jaren 1930. Belloc was nauw verbonden met Chesterton en Shaw bedacht de term "Chesterbelloc" voor hun partnerschap. Belloc was samen met Cecil Chesterton redacteur van het literaire tijdschrift de Eye-Witness.
Op de vraag waarom hij zoveel schreef, antwoordde Belloc: "Omdat mijn kinderen janken om parels en kaviaar." Belloc merkte op dat "de eerste taak van brieven is om een canon te krijgen", dat wil zeggen, om die werken te identificeren die een schrijver ziet als exemplarisch voor het beste van proza en vers. Over zijn eigen prozastijl zei hij dat hij ernaar streefde om zo duidelijk en beknopt te zijn als "Mary had a little lamb".

### Geschiedenis, politiek en economie
Drie van zijn bekendste non-fictiewerken zijn The Servile (1912), Europa and Faith (1920) en The Jews' (1922). 
Samen met G. K. Chesterton, Cecil Chesterton en Arthur Penty) had Belloc het sociaaleconomische systeem van het distributisme voor ogen. In The Servile State, geschreven na het einde van zijn partijpolitieke carrière, en andere werken, bekritiseerde hij de moderne economische orde en het parlementaire systeem en pleitte hij voor het distributisme in tegenstelling tot zowel het kapitalisme als het socialisme. Belloc maakte het historische argument dat het distributisme geen nieuw perspectief of programma van de economie was, maar eerder een voorgestelde terugkeer naar de economie die in Europa heerste gedurende de duizend jaar dat het katholiek was. Hij riep op tot de ontbinding van het parlement en de vervanging ervan door comités van vertegenwoordigers voor de verschillende sectoren van de samenleving, een idee dat ook populair was onder fascisten, onder de naam corporatisme.

## Werk (selectie)
- The Bad Child's Book of Beasts (1896)
- Danton: A biography (1899)
- Robespierre: A biography (1901)
- Emmanuel Burden (1904)
- Cautionary tales for children (1907)
- Mr. Clutterbuck's election (1908)
- A change in the cabinet (1909)
- Pongo and the bull (1910)
- The servile state (1912)
- The Jews: An essay (1922)
- Mr. Petre (1925)
- The cruise of the "Nona" (1925)
- A conversation with an angel (1928)
- A conversation with a cat (1931)